# Inferno (film)
Inferno este un film american din 2016 regizat de Ron Howard. Este creat în genurile thriller, dramatic, de mister. Rolurile principale au fost interpretate de actorii Tom Hanks ca Robert Langdon, Felicity Jones, Omar Sy, Sidse Babett Knudsen, Ben Foster și Irrfan Khan. Scenariul este scris de David Koepp pe baza unui roman omonim de Dan Brown. În România a avut premiera la 14 octombrie 2016. Este produs de LStar Capital și  Imagine Entertainment și distribuit de Columbia Pictures.
Este o continuare a filmelor Codul lui Da Vinci (2006) și Îngeri și demoni (2009) și este al treilea  din seria de filme cu Robert Langdon.

## Distribuție
- Tom Hanks - Dr. Robert Langdon
- Felicity Jones - Dr. Sienna Brooks
- Omar Sy - Christoph Bouchard
- Ben Foster - Bertrand Zobrist[6]
- Sidse Babett Knudsen -  Elizabeth Sinskey
- Irrfan Khan - Harry "The Provost" Sims
- Ana Ularu - Vayentha

## Producție
Filmările au început la 27 aprilie 2015, în Veneția, Italia și s-au finalizat la 21 iulie 2015, în Budapesta. Cheltuielile de producție s-au ridicat la 75 de milioane $.

## Lansare și primire
A avut încasări de 220 de milioane $.